# Pailhès (Hérault)
Pailhès (okzitanisch: Palhièrs) ist eine französische Gemeinde mit 608 Einwohnern (Stand: 1. Januar 2022) im Département Hérault in der Region Okzitanien. Sie gehört zum Arrondissement Béziers und zum Kanton Cazouls-lès-Béziers. Die Einwohner werden Pailhésois genannt.

## Geographie
Die Gemeinde Pailhès liegt etwa zehn Kilometer nordnordwestlich von Béziers. Umgeben wird Pailhès von den Nachbargemeinden Saint-Geniès-de-Fontedit im Norden, Puimisson im Osten, Corneilhan im Süden, Thézan-lès-Béziers im Südwesten und Westen sowie Murviel-lès-Béziers im Westen und Nordwesten.

## Bevölkerungsentwicklung
| Jahr                       | 1962 | 1968 | 1975 | 1982 | 1990 | 1999 | 2010 | 2020 |
| Einwohner                  | 235  | 258  | 263  | 306  | 421  | 462  | 470  | 571  |
| Quellen: Cassini und INSEE |      |      |      |      |      |      |      |      |

## Sehenswürdigkeiten

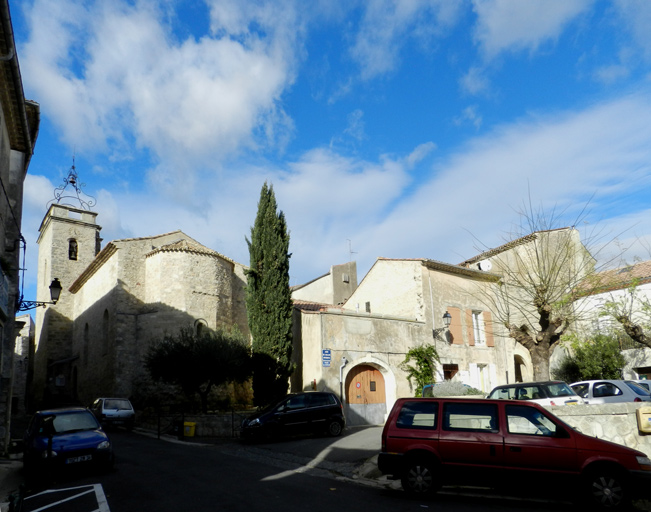
Kirche Saint-Étienne
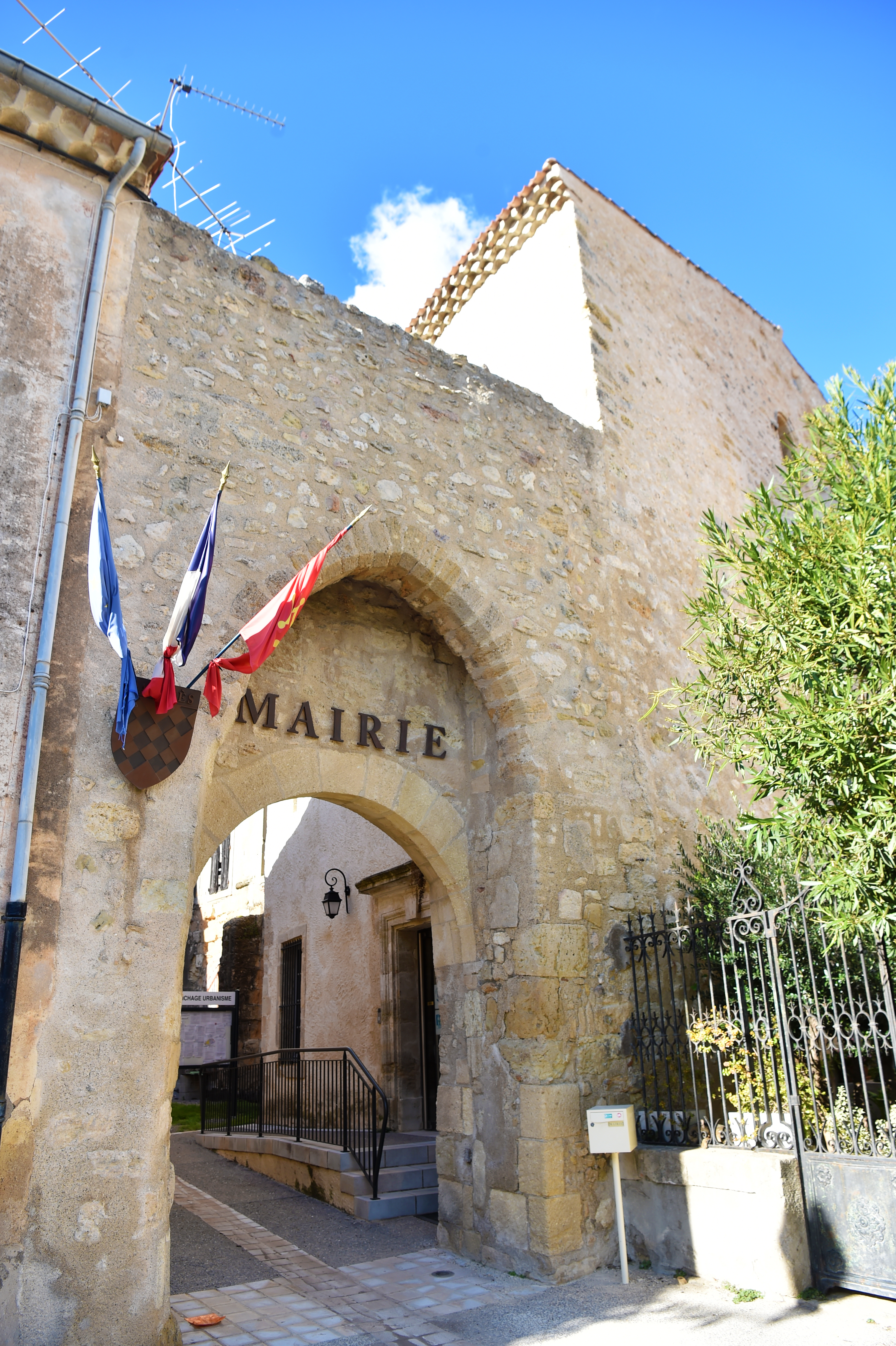
Rathaus (mairie)

- Kirche Saint-Étienne
- Rathaus (mairie)